# Keidenzell

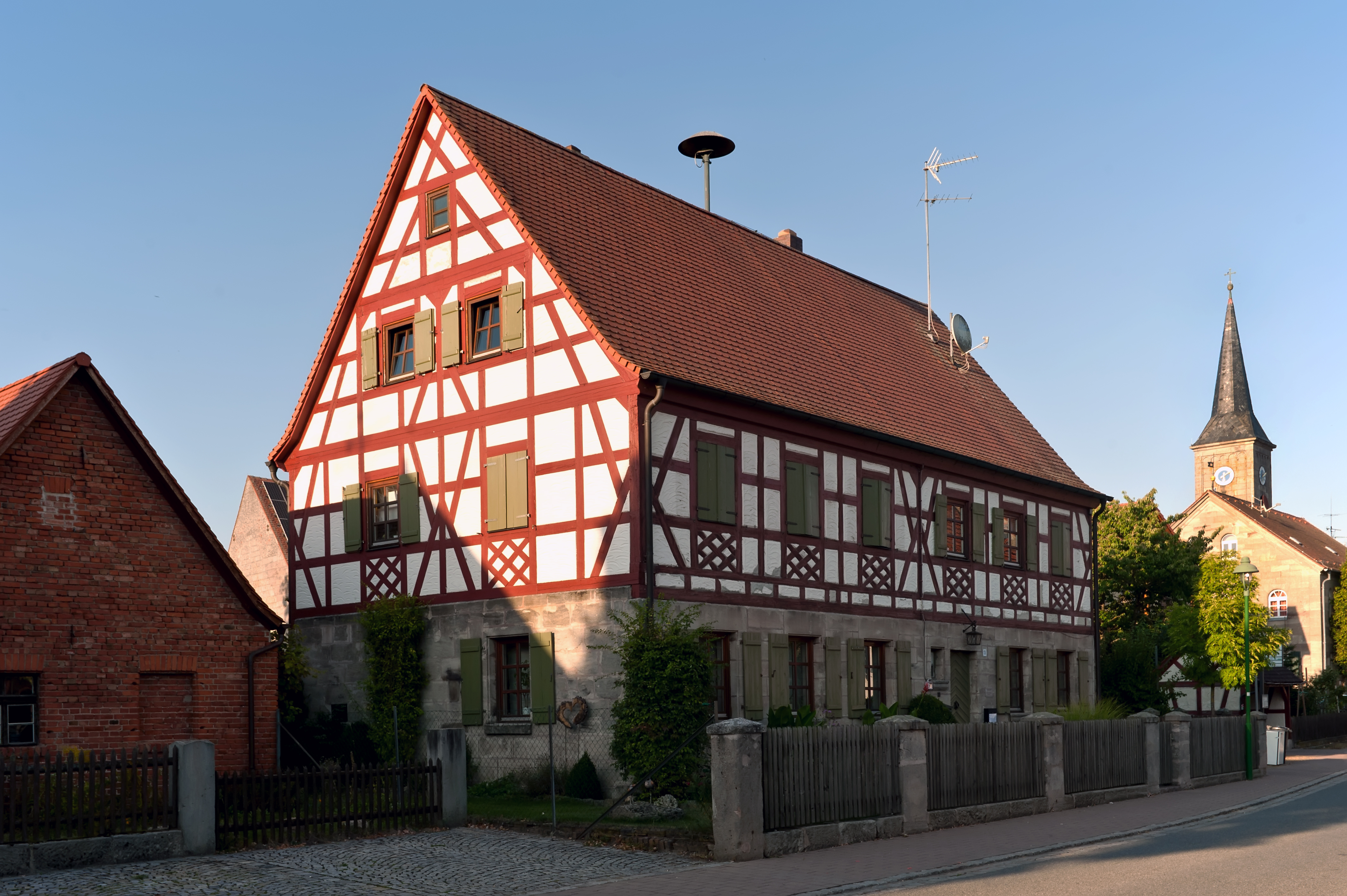
Ehemaliges Forsthaus

Keidenzell (fränkisch: „Kaidndsel“) ist ein Gemeindeteil der Stadt Langenzenn im Landkreis Fürth (Mittelfranken, Bayern). Die Gemarkung Keidenzell hat eine Fläche von 13,103 km². Sie ist in 1794 Flurstücke aufgeteilt, die eine durchschnittliche Fläche von 7304,01 m² haben. In ihr liegen neben dem namensgebenden Ort die Gemeindeteile Burggrafenhof, Hammerschmiede, Klaushof, Ödenhof, Stinzendorf und Wittinghof.

## Geographie
Im Kirchdorf fließen der Dürrnfarrnbach und der Kirchfarrnbach zum Farrnbach zusammen. Der Ort ist ringsum von Acker- und Grünland umgeben. Im Nordwesten wird die Flur Hutäcker genannt, im Westen Lohhof und im Süden Braunbauernfeld. 0,5 km nordöstlich liegt der Große Wald. Die Kreisstraße FÜ 11 führt nach Kirchfarrnbach (3,5 km südwestlich) bzw. nach Burggrafenhof (1,5 km nördlich). Die Kreisstraße FÜ 16 führt über Hammerschmiede und Stinzendorf nach Roßendorf (3,6 km östlich). Die Kreisstraße FÜ 24 führt nach Deberndorf (3,3 km südöstlich).

## Geschichte
Der Ort wurde 1360/70 im Urbar der Burggrafschaft Nürnberg als „Keydenzelle“ erstmals urkundlich erwähnt. Es gab zu dieser Zeit 21 bäuerliche Güter. Aus dem Grundwort „–zell“ kann man schließen, dass der Ort von einem Kloster aus gegründet wurde, in diesem Fall war es das Kloster Herrieden. Der Ort gehörte zum Herrieder Klosteramt Hornsegen und muss noch im 9. Jahrhundert gegründet worden sein, da das Kloster bereits 888 wieder aufgelöst wurde. Das Bestimmungswort des Ortsnamens ist möglicherweise der slawische Personenname Kojata/Kaita.
Im 14. Jahrhundert wurde im Ort eine dem Heiligen Nikolaus geweihte Kapelle errichtet. Einige Güter wurden an die Reichsstadt Nürnberg verkauft, die burggräflichen Anwesen gingen im 15. Jahrhundert an dessen Rechtsnachfolger, dem Fürstentum Ansbach, über. Während des Dreißigjährigen Krieges wurde der Ort samt der Kapelle zerstört.
Gegen Ende des 18. Jahrhunderts gab es in Keidenzell 24 Anwesen. Das Hochgericht und die Dorf- und Gemeindeherrschaft übte das brandenburg-ansbachische Stadtvogteiamt Langenzenn aus. Grundherren waren das brandenburg-ansbachische Kastenamt Cadolzburg (3 Höfe, 10 Halbhöfe, 5 Güter, 2 Häuser, 1 Hammerschmiede, Ödenhof) und das Landesalmosenamt der Reichsstadt Nürnberg (1 Hof, 1 Halbhof).
Von 1797 bis 1808 unterstand der Ort dem Justiz- und Kammeramt Cadolzburg. Im Rahmen des Gemeindeedikts wurde 1808 der Steuerdistrikt Keidenzell gebildet, zu dem Burggrafenhof, Hammerschmiede, Klaushof, Ödenhof, Stinzendorf und Wittinghof gehörten. Im selben Jahr entstand die Ruralgemeinde Keidenzell, die deckungsgleich mit dem Steuerdistrikt war. Sie war in Verwaltung und Gerichtsbarkeit dem Landgericht Cadolzburg zugeordnet und in der Finanzverwaltung dem Rentamt Cadolzburg (1919 in Finanzamt Cadolzburg umbenannt). Ab 1862 gehörte Keidenzell zum Bezirksamt Fürth (1939 in Landkreis Fürth umbenannt). Die Gerichtsbarkeit blieb beim Landgericht Cadolzburg (1879 in Amtsgericht Cadolzburg umbenannt), seit 1931 ist das Amtsgericht Fürth zuständig. Die Finanzverwaltung wurde 1929 vom Finanzamt Fürth übernommen. Die Gemeinde hatte 1964 eine Gebietsfläche von 13,221 km².
Von 1863 bis 1865 wurde ein Gebäude errichtet, das teils als Schule, teils als Bethaus diente.
Mit der Gebietsreform in Bayern wurde die Gemeinde Keidenzell am 1. Mai 1978 in die Stadt Langenzenn eingegliedert.

### Baudenkmäler
In Keidenzell gibt es drei Baudenkmäler:
- Farrnbachstr. 5: Wohnstallhaus
- Fürther Str. 13: Ehemaliges Forsthaus
- Fürther Str. 19: Schul- und Bethaus

### Bodendenkmäler
In der Gemarkung Keidenzell gibt es acht Bodendenkmäler.

### Einwohnerentwicklung
Gemeinde Keidenzell
| Jahr      | 1818   | 1840   | 1852   | 1855   | 1861   | 1867   | 1871   | 1875   | 1880   | 1885   | 1890   | 1895   | 1900   | 1905   | 1910   | 1919   | 1925   | 1933   | 1939   | 1946   | 1950   | 1952   | 1961   | 1970   |
| Einwohner | 387    | 449    | 515    | 522    | 525    | 555    | 566    | 548    | 579    | 546    | 508    | 512    | 521    | 499    | 502    | 524    | 484    | 508    | 489    | 679    | 740    | 699    | 570    | 676    |
| Häuser    | 61     | 70     |        |        |        |        | 95     |        |        | 101    | 97     |        | 100    |        |        |        | 101    |        |        |        | 98     |        | 108    |        |
| Quelle    | [ 15 ] | [ 16 ] | [ 17 ] | [ 17 ] | [ 18 ] | [ 19 ] | [ 20 ] | [ 21 ] | [ 22 ] | [ 23 ] | [ 24 ] | [ 17 ] | [ 25 ] | [ 17 ] | [ 26 ] | [ 17 ] | [ 27 ] | [ 17 ] | [ 17 ] | [ 17 ] | [ 28 ] | [ 17 ] | [ 10 ] | [ 29 ] |

Ort Keidenzell
| Jahr      | 001818 | 001840 | 001861 | 001871 | 001885 | 001900 | 001925 | 001950 | 001961 | 001970 | 001987 | 002019 |
| Einwohner | *157   | 180    | †201   | 222    | 217    | 203    | 188    | 310    | 195    | 234    | 210    | 309    |
| Häuser    | *25    | 29     |        |        | 39     | 42     | 42     | 40     | 41     |        | 51     |        |
| Quelle    | [ 15 ] | [ 16 ] | [ 18 ] | [ 20 ] | [ 23 ] | [ 25 ] | [ 27 ] | [ 28 ] | [ 10 ] | [ 29 ] | [ 30 ] | [ 1 ]  |

## Religion
Der Ort ist seit der Reformation evangelisch-lutherisch geprägt und bis heute in die Trinitatiskirche gepfarrt. Die Einwohner römisch-katholischer Konfession waren ursprünglich nach St. Michael (Wilhermsdorf) gepfarrt, heute ist die Pfarrei St. Marien (Langenzenn) zuständig.